# Margrethe Boye
Margrethe Boye (Kopenhagen, 17 september 1861 – aldaar, 1938) was een Deens contra-alt.
De familie Boye voert terug op een leerhandelaar uit de 18e eeuw in Kopenhagen. Zijn twee kinderen werden rectors van scholen in Trondheim en Fredericia. Margrete Boye was het eerste van drie kinderen van bankkassier Carl Frederik Gutfeldt Boye en Johanne Birgitte Unna. Ze was kleindochter van priester/dichter Caspar Johannes Boye; achterkleindochter van rector Engebrecht Boye en achterachterkleindochter van die leerhandelaar Peter Rasmussen Boye, die van Noorse afkomst was. Ze huwde Poul Christian Olaf Jensen, pianist en leraar.
Enkele concerten:
- 1 december 1894: samen met Musikforeningen onder leiding van Iver Holter zong ze Schmerzen van Richard Wagner
- 5 oktober 1895: zong Sapphische Ode van Johannes Brahms
- 5 oktober 1896: zong opnieuw met Musikforeningen onder leiding van Holter
- 6 februari 1897: zong tijdens een concert van muziekuitgeverij Wilhelm Hansen Forlag in het Koncertpalaeet te Kopenhagen de eerste uitvoering van I Aften (opus 10.5/FS18) van Carl Nielsen; 3 februari 1898, de openbare première
- uitvoeringen van Orfeo ed Euridice van Glück in Kopenhagen
- 24 april 1902: zong mee tijdens een groots kerkconcert met werken van Johann Sebastian Bach en Felix Mendelssohn Bartholdy met solisten waaronder Mally Lammers, organist Christian Cappelen en orkest en koor van het Nationaltheatret, georganiseerd door Thorvald Lammers
- 10 augustus 1904: samen met haar man en Anton Svendsen
- 26 november 1909: koor van Iver Holter met medewerking van Eyvind Alnæs
- maart 1896: trad op met het London Symphony Orchestra in de Negende symfonie van Ludwig van Beethoven